# Archie (Manitoba)
Pour les articles homonymes, voir Archie.
Archie est une municipalité rurale du Manitoba située au nord-ouest de Virden. Sa superficie est de 345 km2 et sa plus grande agglomération est McAuley.
Archie est apparu en 1883 d'après Archie McDonald, un chef d'installations de la Compagnie de la Baie d'Hudson au Fort Ellice. Son économie est essentiellement agricole et son territoire est drainé par la rivière Assiniboine.

## Démographie
| 2001 | 2006 | 2011 | 2016 |
| ---- | ---- | ---- | ---- |
| 378  | 330  | 325  | 311  |

## Référence
- (en) Cet article est partiellement ou en totalité issu de l’article de Wikipédia en anglais intitulé « Rural Municipality of Alonsa » (voir la liste des auteurs).
- (en) Profil municipal gouvernement du Manitoba

1. ↑  « Statistique Canada - Profils des communautés de 2006 -    Archie » (consulté le 4 juin 2020)
2. ↑  « Statistique Canada - Profils des communautés de 2016 -   Archie » (consulté le 31 mai 2020)